# Jaret Reddick
Jaret Ray  Reddick (Grapevine, Texas, 6 de marzo de 1972) es un músico estadounidense, líder, vocalista y guitarrista rítmico del grupo de rock Bowling for Soup.

## Biografía
Reddick nació en Grapevine (Texas). Es el menor de seis hermanos, cuatro hermanas y un hermano llamado Danny. Fue a la escuela primaria de Cunningham en Wichita Falls (Tejas). Se graduó en el instituto S.H. Rider Wichita Falls (Tejas). En el instituto tocaba en la banda.
Hizo el bachillerato en la SH Jinete High School en Wichita Falls. En la escuela secundaria, tocaba el tambor en la banda de guerra. Jaret es un licenciado en administración de empresas y psicología de la Midwestern State University, en Wichita Falls.
Está casado, tiene dos hijos, Emma y Jack, y reside en una pequeña comunidad en las afueras de Denton (Texas).

## Bowling for Soup
La banda se forma en Wichita Falls, Texas, en 1994 por Jaret Reddick (voz, guitarra), Erik Chandler (bajo, voz), Chris Burney (guitarra, coros) y Lance Morril (batería, voz). Morril dejó la banda en 1998 (en buenos términos) y fue reemplazado por Gary Wiseman de Gary y el Wisemen. El origen del nombre de la banda surge de un acto de comedia de Steve Martin. en 1998, la banda se trasladó a Denton, Texas y registró su tercer álbum de estudio Rock On Honorable Ones!! (una referencia al lema del Rider s. h. "ROHO"--Ride On Honorable Ones) en 1998 por la discográfica de Denton, FFROE. Bowling for Soup lanzó su primer EP, Tell Me When To Whoa!, a través de FFROE ese mismo año. El álbum vendió más de 10 000 ejemplares, haciendo que Jive Records se convirtiera en el sello de la banda. Let's Do It for Johnny!, el mayor éxito como debut de BFS, fue lanzado por Jive en el año 2000. El álbum contenía en su mayoría regrabaciones de su material anterior junto con algunos temas nuevos y un cover de la canción de Bryan Adams Summer of '69.

## Discografía

### Bowling for soup
- Bowling for Soup (1994)
- Cell Mates (1996)
- Rock on Honorable Ones!! (1997)
- Tell Me When to Whoa (1998)
- Let's Do It for Johnny!! (2000)
- Drunk Enough to Dance (2002)
- A Hangover You Don't Deserve (2004)
- Bowling for Soup Goes to the Movies (2005)
- The Great Burrito Extortion Case (2006)
- Sorry for Partyin' (2009)
- Fishin' for Woos (2011)
- Lunch. Drunk. Love. (2013)

### Jarinus
- Parry Gripp Birthday Song (2010)
- Debut album (2011)